# Thorolf
Thorolf (fl. 1050) premier évêque scandinave des Orcades.
La saga des Orcadiens indique que le comte des Orcades Thorfinn le Puissant bâtit une « église du Christ , une splendide abbatiale à Byrgisey aux Orcades où il résidait généralement » et y établit le premier évêque. Cet événement est situé vers la fin du règne de Thorfinn et est postérieur à son expédition en Scandinavie et à son pèlerinage à Rome vers 1050. Adam de Brême rapporte que le premier évêque des Orcades se nomme Thorolf, qu'il est investi à l’époque de l'archevêque Adalbert de Brême (1042-1072) et que son siège se trouvait à « Blascona aux Orcades »..
Selon Adam Thorolf est nommé par ordre du pape, légat pour les Orcades. Comme Thorfinn rend visite au pape et qu'il est probable qu'il soit passé par Hambourg lors de son voyage du Danemark vers la Saxe il semble probable que la nomination de l’évêque ait été fait à la demande du comte. De plus le nom scandinave de Thorolf suggère qu'il était en relation étroite avec Thorfinn. Les ruines de l'abside d'une église découverte dans le Brough of Birsay aux Orcades sont probablement la trace du site de la cathédrale établie au XIe siècle.

## Article lié
- Évêque des Orcades